# Om en bok
Om en bok var ett TV-program som gick på TV4. Varje program var ett par minuter långt och bestod av att en kändis berättade om en bok.
TV4 tilläts vid denna tid enbart sända reklam mellan program. Därför avbröt man längre program, såsom långfilmer med kortare program för att kunna sända reklam. Om en bok var ett av de program man producerade i detta syfte, andra exempel var Dagens namn och Inför Bingolotto och liknande.